# Siposhegyi Péter
Siposhegyi Péter (eredeti neve: Erdős Péter) (Kaposvár, 1957. május 12. – Budaörs, 2009. október 26.) magyar drámaíró, publicista, kritikus, forgatókönyvíró, egyetemi tanár.

## Élete
1963–1971 között a Tóth L. Általános Iskola tanulója volt szülővárosában. 1971-től 1975-ig a Munkácsy Mihály Gimnázium biológia szakos diákja volt. Egyetemi tanulmányait a Pécsi Tudományegyetem Állam- és Jogtudományi Karán tanult 1975–1978 között. 1978–1982 között az Eötvös Loránd Tudományegyetem filozófia szakos hallgatója volt.
Az 1980-as években a Játékszín (1983–1984), a Népszínház (1984-1986) és a Nemzeti Színház (1986-1989) irodalmi munkatársa volt. 1982-1988 között szabadfoglalkozású író volt. 1984-től 1987-ig a Mozgó Világban jelentek meg kritikái. 1988-tól haláláig a Kapu szerkesztője és főmunkatársa volt. 1989–1991 között a Ring szerkesztője volt. 1991-ben a Pesti Hírlap rovatvezetőjeként dolgozott. 1991–1993 között a Magyar Nemzet főmunkatársa volt. 1993-ban egy nap alatt írta meg Kiskedvencünk című darabját. 1994-től a Pesti Riport főmunkatársa volt. 1997-től politikai marketinggel is foglalkozott, egyetemi oktató, tanácsadó volt.
2009. október 26-án hunyt el Budaörsön.

### Magánélete
Felesége Linka Ágnes műsorvezető, újságíró volt.

## Művei
- A semmi ágán (dráma, 1986)
- Mielőtt csillag lettem (pódiumjáték, 1987)
- Szevasz, tavasz! (musical, 1988)
- Trianoni emberek (dráma, 1991)
- A varázsló (dráma, 1992)
- Kiskedvencünk (színmű, 1993)
- Az idők jelei (1999)
- Álompolgár (2000)
- A győzelem ára (2001)
- Díszpolgárok (dráma, 2001)
- Isten barmai (dráma, 2002)
- Elmúlt jövőnk történelme; Magyar a Magyarért Alapítvány, Bp., 2004
- Az ember komédiája (2004)
- A komédia folytatódik (2005)
- Halottak napjától Virágvasárnapig (dráma, 2005)
- Hantjával sem takar – János passió (2007)
- Magyar Piéta (2007)
- M.E.C.C.S – Magyarok Emlékezetes Cselekedetei (2007)
- Kikötő (2008)
- Balatoni gyöngyhalászok (2009)

## Színházi munkái
- A semmi ágán (1986, 1996)
- Mielőtt csillag lettem (1987-1988)
- Szevasz, tavasz! (1988)
- Csak egy tánc volt... (1988)
- Trianoni emberek (1991)
- Varázsló (1992)
- Mulató (2001)
- Halottak napjától Virágvasárnapig (2004)
- A választás komédiája avagy napjaink görbetükre (2005)

## Filmjei
- Négyes pálya
- A Nagyúr – Gróf Bánffy Miklós (2001)
- Pasik

## Külső hivatkozások
- Siposhegyi Péter
- Elhunyt Siposhegyi Péter
- Elhunyt Síposhegyi Péter
- Irodalmi Jelen
- Siposhegyi Péter a PORT.hu-n (magyarul)
- Színházi adattár. Országos Színháztörténeti Múzeum és Intézet. (Hozzáférés: 2025. március 25.)